# Jonatan Berg
Jonatan Berg (Torsby, 9 mei 1985) is een Zweedse profvoetballer, uitkomend voor IFK Göteborg. Hij is de oudere broer van FK Krasnodar-speler Marcus Berg. Hij kan zowel in de aanval als op het middenveld spelen.

## Carrière
Hij begon zijn voetbalcarrière bij Torsby IF waarna hij door IFK Göteborg in 2002 werd overgenomen. Tijdens zijn periode bij IFK Göteborg werd hij tweemaal uitgeleend. Eenmaal aan stadsgenoot GAIS, in 2006, en eenmaal aan Trelleborgs FF, die op dat moment ook in de Allsvenskan mocht optreden. Vanaf 2008 speelde hij weer voor Göteborg.